# Benzín

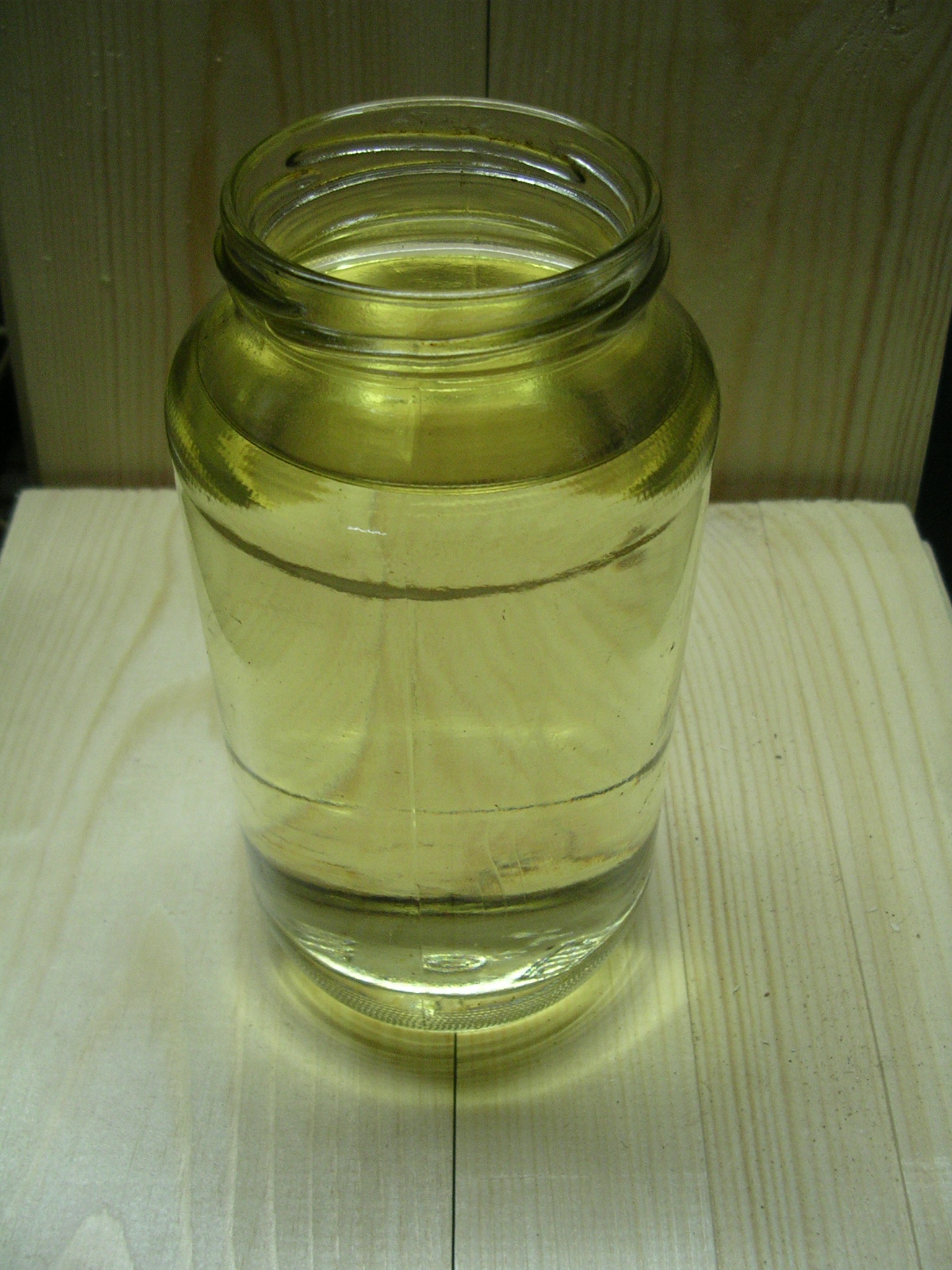
Benzín ve sklenici

Benzín (též benzin) je kapalina ropného původu používaná hlavně jako palivo v zážehových spalovacích motorech, ale i jako rozpouštědlo, zejména pro ředění nátěrových hmot.
Skládá se především z alifatických uhlovodíků získávaných frakční destilací ropy, s přídavkem isooktanu nebo aromatických uhlovodíků toluenu a benzenu ke zvýšení oktanového čísla. Běžně se přidávají také malá množství různých aditiv, například pro zlepšení výkonu motorů a snížení škodlivých emisí. Některé směsi mohou obsahovat významné množství ethanolu jakožto částečně alternativního paliva.

## Vlastnosti a výroba

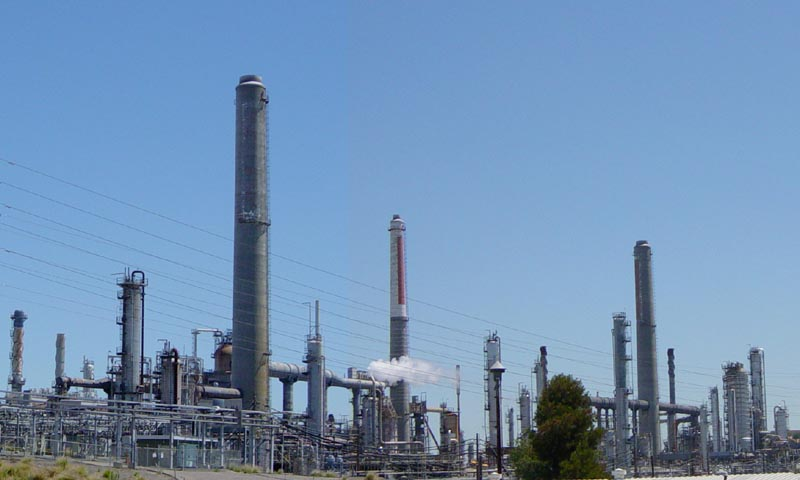
Benzin se vyrábí v ropných rafineriích

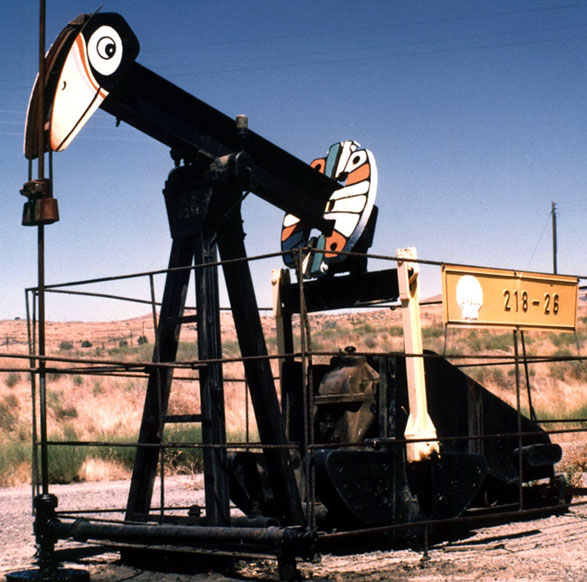
Pumpa pro těžbu ropy, USA

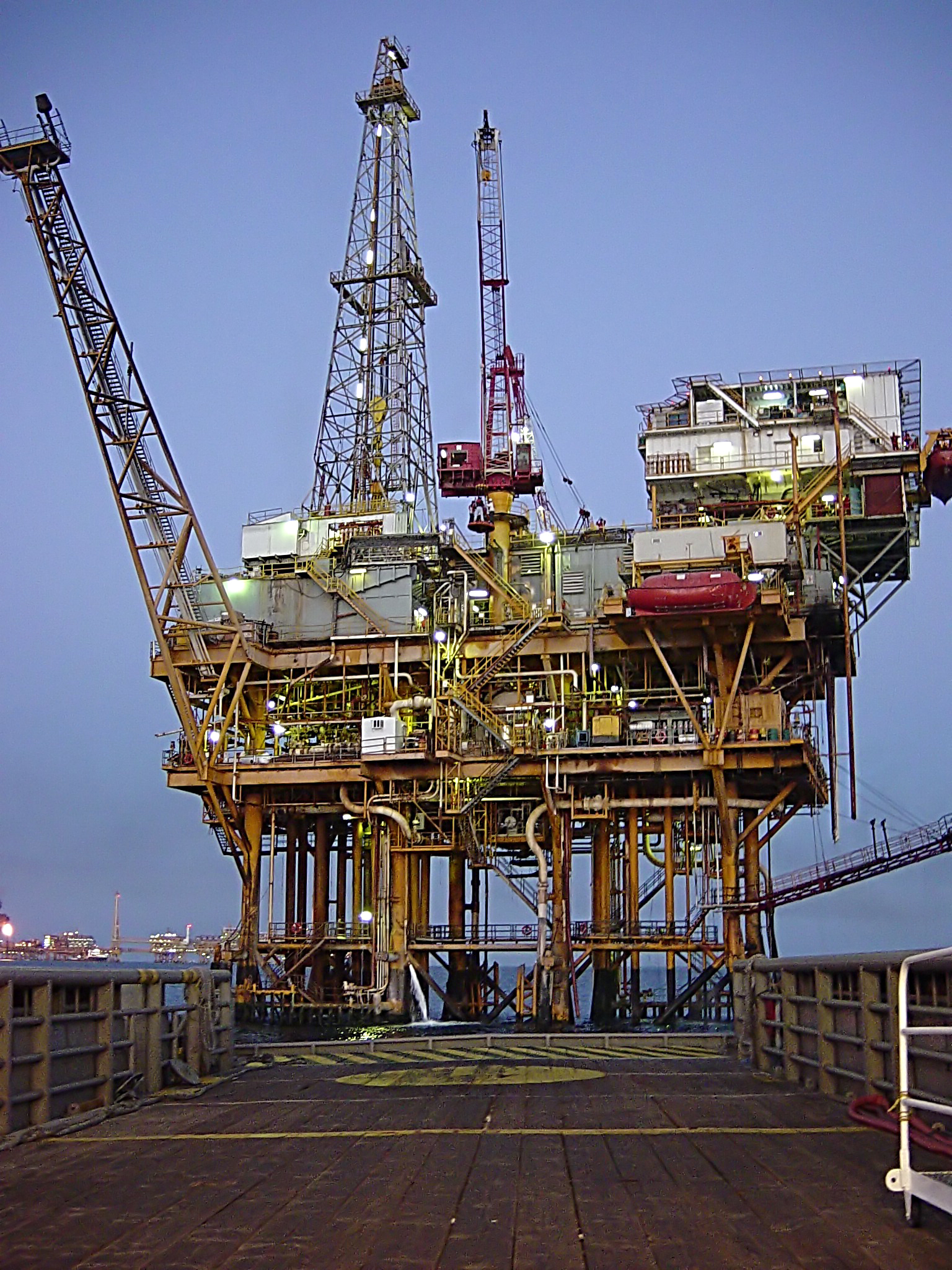
Ropná plošina v Mexickém zálivu

Benzin se vyrábí v ropných rafineriích. Materiál, který se získá oddělením ze surové ropy destilací, nazývaný „panenský“ nebo přímý benzin (přímý ropný destilát), nesplňuje požadavky pro moderní motory (zvláště oktanové číslo), používá se jako součást směsi.
Základ typického benzinu je tvořen uhlovodíky se čtyřmi až dvanácti atomy uhlíku v molekule.
Mnoho uhlovodíků se považuje za nebezpečné látky a podléhá proto regulaci. Bezpečnostní list bezolovnatého benzinu ukazuje nejméně patnáct nebezpečných chemikálií v různých množstvích – včetně benzenu (až 5 % objemově), toluenu (až 35 %), naftalenu (až 1 %), trimethylbenzenu (až 7 %), MTBE (v některých státech až 18 %) a asi deseti dalších.
Každá ze složek, které se při výrobě benzinu mísí dohromady, má jiné charakteristiky. Mezi důležité složky patří:
- reformát – vyrábí se v katalytickém reformátoru, má vysoké oktanové číslo, vysoký obsah arenů a málo alkenů
- katalyticky krakovaný benzin nebo katalyticky krakovaná nafta – vyrábí se v katalytickém krakeru, má menší oktanové číslo, vysoký obsah alkenů a mírný obsah arenů
- hydrokrakát (těžký, střední a lehký) – vyrábí se v hydrokrakeru, má střední až nízké oktanové číslo a mírný obsah aromatických uhlovodíků
- panenský čili přímý naftový destilát – destiluje se přímo ze surové ropy, má nízké oktanové číslo, nízký obsah arenů (v závislosti na složení surové ropy), obsahuje určité množství naftenů (cykloalkanů) a žádné olefiny (alkeny)
- alkylát – vyrábí se v alkylační jednotce, má vysoké oktanové číslo a jedná se o čisté alkany, především s rozvětvenými řetězci
- izomerát (různých názvů) – získává se izomerizací pentanu a hexanu v lehkém přímém destilátu, s cílem získat vysokooktanové izomery.

(Uvedené termíny se používají v naftařské hantýrce. Přesná terminologie se liší podle rafinerie a státu.)
Celkově je typický benzin především směsí parafinů (alkanů), naftenů (cykloalkanů) a olefinů (alkenů). Přesné poměry závisí na:
- rafinerii, která benzin vyrábí; různé rafinerie mají různé výrobní jednotky
- surové ropě použité pro výrobu
- cílové třídě benzinu, zvláště oktanovém čísle.

V současné době mnoho zemí určuje limity celkového obsahu arenů (zvláště benzenu) a alkenů. Takové regulace vedly k preferenci vysokooktanových alkanových složek, například alkylátů, a nutí rafinerie přidávat procesní jednotky ke snižování obsahu benzenu.
Benzin může obsahovat i další organické sloučeniny, například ethery (přidávané úmyslně), a malá množství různých kontaminantů, zejména sloučenin síry, například disulfidů a thiofenů. Některé kontaminanty, hlavně thioly a sulfan, se musí odstraňovat, protože způsobují korozi motorů. Sloučeniny síry se obvykle odstraňují převodem na sulfan, které lze poté transformovat na elementární síru pomocí Clausova procesu.

### Hustota
Hustota benzinu se pohybuje od 0,64 do 0,77 g/cm3, přičemž vyšší hustota značí větší podíl arenů. Kvalita benzinu je nepřímo úměrná hustotě. Benzin plave na vodě; vodu proto nelze použít k hašení benzinového ohně, není-li rozprašována ve formě jemné mlhy.

### Teplota varu
Bod varu benzinu se pohybuje mezi 60–120 °C. Za kvalitnější je považován benzín s nižší teplotou varu.

### Těkavost
Benzin je těkavější než nafta nebo letecká paliva, a to nejen kvůli hlavním složkám, ale i kvůli přidávaným aditivům. Závěrečné ovládání těkavosti se často provádí přidáváním butanu. Pro zjištění těkavosti se používá měření Reidova tlaku par (RVP). Požadovaná těkavost závisí na okolní teplotě: v horkém podnebí se používají složky s vyšší molární hmotností a tedy s nižší těkavostí. V chladném prostředí vede příliš nízká těkavost k problémům se startováním motorů. Naopak v horku působí nadměrná těkavost problémy tím, že se palivo vypařuje již v potrubí a může zabránit podávacímu čerpadlu v jeho účinném čerpání. (Toto nastává hlavně u čerpadel, která jsou poháněna přímo od motoru a nemají návratové potrubí. U motorů se vstřikováním paliva je třeba, aby mělo palivo dostatečný tlak. Protože při startování jsou otáčky velmi malé, používají se u těchto vozidel elektrická čerpadla umístěná na palivové nádrži a palivo může současně chladit čerpadlo. Regulace tlaku se dosahuje návratem nevyužitého paliva zpět do nádrže. U takových vozidel proto problém s předčasným vypařováním paliva prakticky nikdy nenastává.)
V USA je těkavost v centrech velkých měst regulována, aby se omezily emise nespálených uhlovodíků. Ve velkých městech je povinný tzv. reformulovaný benzin, který je kromě jiného méně náchylný na vypařování. V Austrálii jsou limity na těkavost benzinu v létě omezovány vládami jednotlivých států (mohou se vzájemně lišit). Mnoho zemí má prostě letní, zimní a případně přechodné limity.
Standardy pro těkavost mohou být uvolněny (takže se může do atmosféry vypařit větší množství složek benzinu) během nouzových situací, kdy je benzinu nedostatek. Například 31. srpna 2005 bylo kvůli hurikánu Katrina ve Spojených státech povoleno prodávat v některých městských oblastech nereformovaný benzin, což efektivně umožnilo brzy přejít z letního na zimní benzin. Podle Stephena L. Johnsona z americké Agentury pro ochranu životního prostředí platil tento krok s účinností od 15. září 2005.
Kromě snižování těkavosti paliva pro omezování emisí nespálených uhlovodíků existují a používají se i jiné způsoby. Všechna vozidla prodávaná v USA (přinejmenším od 80. let 20. století, ale pravděpodobně již od 70. let nebo dříve) musí mít palivový systém uzpůsoben tak, že v době, kdy motor neběží, zachycuje rozpínající se páry paliva z nádrže v zásobníku s dřevěným uhlím. Poté za běhu motoru (obvykle až po dosažení normální pracovní teploty) uvolňuje zachycené páry (přes "čisticí ventil") do sacího potrubí, aby byly spáleny v motoru. Systém musí mít také utěsněný uzávěr nádrže bránící vypařování plnicím hrdlem. Moderní vozidla s diagnostickým systémem OBD-II indikují jako poruchový stav, pokud uzávěr chybí nebo nedostatečně těsní (obecným účelem tohoto indikátoru je vyjádření, že kterákoli část systému pro omezení emisí nepracuje správně).

### Oktanové číslo

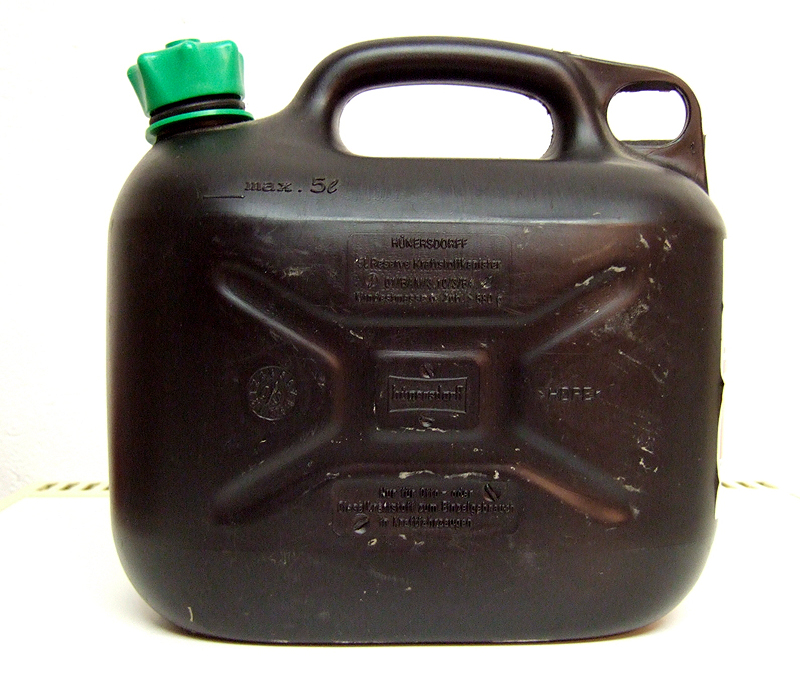
Plastový kanystr na benzin

Důležitou charakteristikou benzinu je jeho oktanové číslo, které označuje, jak je benzin odolný proti předčasnému detonačnímu zážehu (tzv. klepání motoru). Normálním typem spalování v motoru je deflagrace. Oktanové číslo se měří podle směsi 2,2,4-trimethylpentanu (isooktan, izomer oktanu) a n-heptanu. Existuje řada různých konvencí pro vyjadřování oktanového čísla; proto stejné palivo může být označováno různými čísly, podle použitého systému. Například v Česku se používá výzkumná metoda a motorová metoda; oktanové číslo zjištěné motorovou metodou bývá nižší.
Oktanové číslo nabylo důležitosti při hledání způsobu zvýšení výkonu u leteckých motorů koncem 30. a ve 40. letech 20. století. Vyšší oktanové číslo umožňuje použít vyšší kompresní poměr a dosáhnout tak vyššího výkonu.

### Energetický obsah (výhřevnost)
Benzin obsahuje cca 32 MJ/l, resp. 46,4 MJ/kg energie, tedy jinak vyjádřeno 8,89 kWh/l, resp. 12,9 kWh/kg (pro snazší porovnání s bateriemi). Jedná se o průměrnou hodnotu; různé směsi se mohou lišit, konkrétní energetický obsah se podle americké Agentury pro ochranu životního prostředí liší sezónu od sezóny, mezi různými výrobními sériemi atd., o až 4 % oproti průměru. Z jednoho barelu surové ropy (cca 160 l) se získá asi 74 litrů benzinu, tedy zhruba 46 % objemových procent. Zbývající část ropy jsou další produkty, například asfalt nebo nafta.

## Aditiva
O aditivaci benzinu a o výhodách provozu benzinového motoru ošetřovaného aditivy pojednává článek Aditiva do paliv.

### Olovo
Směs známá jako benzin, použije-li se ve spalovacím motoru s vysokou kompresí, má tendenci k samozápalům (detonacím, tzv. klepání), které poškozují motor. Časné výzkumy tohoto jevu vedli A. H. Gibson a Harry Ricardo v Anglii a Thomas Midgley a Thomas Boyd v USA. Objev, že olovnatá aditiva toto chování mění, vedl k širokému přijetí jejich používání ve 20. letech 20. století a tím i k motorům s vyšším kompresním poměrem a vyšším výkonem. Nejpopulárnějším aditivem bylo tetraethylolovo. Ovšem objev škodlivých účinků olova na životní prostředí a zdraví, a také nekompatibilita olova s katalytickými konvertory, které jsou instalovány skoro na všechny americké automobily od roku 1975, znamenaly v 80. letech ústup od jeho používání (tím spíš, že mnohé státy zavedly různé zdanění na paliva s olovem a bez něho). Většina států olovnatá paliva zakázala; olovo bylo nahrazeno jinými aditivy. Mezi nejpopulárnější patří aromatické uhlovodíky, ethery a alkoholy (obvykle ethanol nebo methanol).
V USA, kde se olovo přidávalo do benzinu (především pro zvýšení oktanového čísla) od počátku 20. let, byly standardy na odstranění olovnatého benzinu poprvé implementovány v roce 1973, z podstatné části kvůli studiím vedeným Philipem J. Landriganem. V roce 1995 tvořila olovnatá paliva již jen 0,6 % celkového prodeje benzinu, resp. méně než 1814 tun olova ročně. Od 1. ledna 1996 byl prodej olova pro použití v silničních vozidlech zakázán. Za vlastnictví a používání olovnatého benzinu v běžném silničním vozidle se nyní v USA ukládá pokuta až 10 000 USD. Paliva s obsahem olova se však smějí dál prodávat pro použití mimo silnice, například pro letadla, závodní automobily, zemědělské stroje a lodní motory. Zákaz olovnatých paliv zabránil uvolnění tisíců tun olova z automobilů do ovzduší. Podobné zákazy v různých zemích vedly ke snížení hladiny olova v krvi lidí.
Vedlejším účinkem olovnatých aditiv byla ochrana sedel ventilů před korozí. Mnoho motorů klasických automobilů muselo být modifikováno, aby byly schopny pracovat na bezolovnatá paliva. Vyrábějí se ovšem i náhrady olova, které jsou k dispozici v obchodech s autodíly, u čerpacích stanic nebo přímo jako součást prodávaného benzinu (v Česku bylo takové aditivum součástí benzinu Special 91). Tato náhradní aditiva byla vědecky testována a v roce 1999 schválena Federací britských klubů historických vozidel při britské Výzkumné asociaci motorového průmyslu (MIRA).
V některých částech Jižní Ameriky, Asie, východní Evropy a Středního východu se olovnatý benzin stále používá. V subsaharské Africe byl zakázán od 1. ledna 2006. Stále více zemí navrhlo v blízké budoucnosti olovnatý benzin zakázat. Ovšem v Británii nyní existuje rostoucí trh pro olovnatý benzin Four Star používaný v historických automobilech a motocyklech. Jediný prodejce, Bayford Group, má oprávnění Evropské unie k distribuci olovnatých paliv – tato se prodávají ve vybraných prodejnách po Velké Británii. Nejsou však ve všech hrabstvích a cena tohoto paliva je zhruba dvakrát vyšší než u bezolovnatého benzinu.

### MMT
Methylcyklopentadienylmangantrikarbonyl (MMT) se používá mnoho let v Kanadě a v poslední době také v Austrálii ke zvýšení oktanového čísla. Působí i jako ochrana ventilových sedel u starších vozů navržených pro olovnatý benzin.
Americké federální zdroje tvrdí, že je MMT podezřelý z toho, že je silně toxický pro nervový a dýchací systém, a velká kanadská studie navíc zjistila, že MMT narušuje účinnost systémů pro snižování emisí automobilů a vede proto ke vyšším emisím z těchto vozidel.
V roce 1977 bylo v USA použití MMT zakázáno, dokud Ethyl Corporation neprokáže, že by používání tohoto aditiva nemohlo vést k selhání systémů snižování emisí u nových vozidel. Jako výsledek tohoto ustanovení zahájila Ethyl Corporation právní bitvu s EPA a předkládala důkazy, že MMT systémům pro snižování emisí neškodí. V roce 1995 rozhodl americký odvolací soud, že EPA překročila své pravomoci a MMT se stal v USA legálním aditivem. MMT nyní vyrábí divize Afton Chemical Corporation společnosti Newmarket Corporation.

### Ethanol
Přidávání ethanolu zvyšuje riziko koroze, pokud se automobil pravidelně nepoužívá.[zdroj?]

#### Spojené státy americké
V USA se někdy ethanol přidává do benzinu, který se však prodává bez informace o tom, že je ethanol jeho součástí.
V několika státech se ethanol přidává povinně minimálně v množství, které je aktuálně 5,9 %. Většina čerpacích stanic má nápis, že palivo může obsahovat až 10 % ethanolu; je to tak záměrně, aby se při případné pozdější změně nemuselo označení měnit.

#### Evropská unie
V EU lze podle specifikace běžného benzinu přidávat 5 % ethanolu. Diskutuje se o možnosti přidávat až 10 % ethanolu. Většina benzinu prodávaného ve Švédsku obsahuje 5–15 % ethanolu, prodává se však i směs (E85) obsahující 85 % ethanolu a 15 % benzinu.
V Česku se nyní (od 1. června 2010) povinně přidává do benzinu nejméně 4,1 % ethanolu.

#### Brazílie
V Brazílii vyžaduje Brazilská národní agentura pro benzin, zemní plyn a biopaliva (ANP), aby se do benzinu pro automobilové použití přidávalo 25 % ethanolu.

#### Austrálie
Legislativa omezuje použití ethanolu v benzinu na obsah 10 %. Běžně se u hlavních producentů používá označení E10, tato směs je levnější než obyčejný bezolovnatý benzin. Tankovací stojan s touto směsí musí být náležitě označen.

### Barviva
V USA se nejpoužívanější letecký benzin, známý jako 100LL (oktanové číslo 100, nízký obsah olova), barví modře. Červené barvivo se používá pro označování nezdaněného benzinu pro použití v zemědělství.
Ve Spojeném království se používá červené barvivo pro odlišení běžné motorové nafty (často označované jako DERV, česky znamenající silniční vozidlo se vznětovým motorem), která není obarvena, od nafty pro zemědělské a stavební stroje, například bagry a buldozery. Červená nafta se stále občas používá v těžkotonážní (kamionové) dopravě, konkrétně pro samostatné motory pohánějící nakládací jeřáb. Toto však postupně mizí, protože mnoho takových jeřábů je poháněno již přímo od hlavního motoru.
V Indii, kde jsou běžná olovnatá paliva, se benzin barví červeně.
V České republice je barvení „minerálních olejů“ (mezi které se řadí široká škála kapalných a plynných uhlovodíků a jejich směsí) nařízeno zákonem č. 353/2003 Sb., o spotřebních daních, konkrétní podmínky potom definuje vyhláška č. 61/2007 Sb. Paliva se barví červeně, a to konkrétně barvivem Solvent Red 19 (též rozpustná červeň 19 nebo Súdánská červeň 7B). Současně se provádí značkování barvivem Solvent Yellow 124 (rozpustná žluť 124). Barví a značkují se střední a těžké plynové oleje KN 2710 19 25, 2710 19 29, 2710 19 41, 2710 19 45 a 2710 19 49, které jsou daňové zvýhodněny (osvobození od spotřební daně nebo vrácení daně).

### Okysličovadla
Do benzinu lze přidávat okysličovadla, látky s obsahem kyslíku, například MTBE, ETBE nebo ethanol, a tak snižovat množství oxidu uhelnatého a nespáleného paliva ve výfukových plynech. V mnoha oblastech USA je povinné používání takových látek, s cílem snížit množství znečišťujících látek ve vzduchu. Například v jižní Kalifornii musí palivo obsahovat 2 % hmotnostní kyslíku, což odpovídá 5,6 % ethanolu v benzinu. Výsledné palivo se často označuje jako reformulovaný benzin (RFG) nebo okysličený benzin. Federální požadavek, že RFG musí obsahovat kyslík, byl 6. května 2006 zrušen, protože byl vyvinut reformulovaný benzin, který má snížený obsah těkavých látek a nevyžaduje dodatečné přidávání kyslíku.
Používání MTBE (methyl-terc-butyletheru) je v některých státech zakazováno kvůli problémům s kontaminaci podzemní vody. Někde, například v Kalifornii, je již MTBE zakázán. Ethanol, a v menší míře ETBE odvozený od ethanolu, jsou běžné substituty MTBE. Protože používaný ethanol bývá vyráběn z biomasy, například z kukuřice, cukrové třtiny nebo obilí, označuje se jako bioethanol. Směs obsahující 10 % ethanolu se označuje jako E10, směs s 85 % ethanolu jako E85. Nejšířeji se ethanol používá v Brazílii, kde se vyrábí z cukrové třtiny. V roce 2004 se v USA vyrobilo, převážně z kukuřice, 13 mil. m3 ethanolu pro použití do paliv. E85 se pomalu stává dostupný po celých Spojených státech, ovšem mnoho z dosud relativně malého počtu stanic nejsou otevřené pro veřejnost. Použití bioethanolu, ať již přímo nebo nepřímo konverzí na bio-ETBE, je doporučováno Směrnicí 2003/30/EC Evropského parlamentu a Rady pro podporu využití biopaliv nebo dalších obnovitelných pohonných látek v dopravě. Protože však výroba bioethanolu ze zkvašených cukrů a škrobů zahrnuje destilaci, běžní obyvatelé většiny Evropy si nemohou legálně vyrábět vlastní bioethanol.

### Další aditiva
Benzin prodávaný u čerpacích stanic obsahuje i další aditiva. Jejich cílem je omezit usazování karbonu (zbytků spálených olejů) v motoru, zlepšit spalování a usnadnit startování v chladném počasí.

## Působení na zdraví

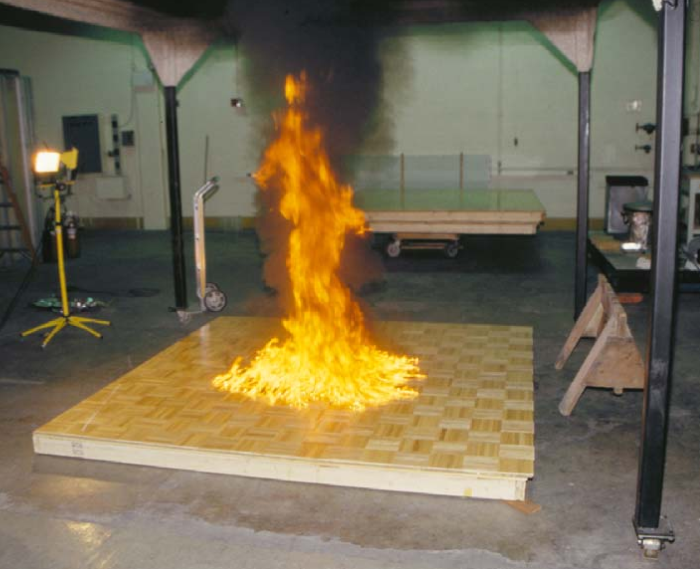
Neřízené spalování benzinu produkuje velké množství sazí.

Mnoho z nealifatických uhlovodíků přirozeně obsažených v benzinu (zejména aromatických, například benzen), stejně jako antidetonačních aditiv, je karcinogenních. IARC klasifikuje benzin jako možný karcinogen (skupina 2B).
Rozsáhlé nebo dlouhodobé úniky benzinu představují hrozbu pro zdraví lidí a pro životní prostředí, zejména pokud se benzin dostane do veřejného zdroje pitné vody. Hlavní nebezpečí nespočívá v úniku z vozidel, nýbrž v nehodách přepravních cisteren a v úniku ze zásobních nádrží. Proto je většina (podzemních) nádrží nyní podrobena přísným předpisům, které mají za cíl detekovat případné úniky a předcházet jim. Jedním z takových opatření je například použití obětované anody. Vzhledem k těkavosti benzinu je důležité, aby byly zásobní nádrže i nádrže ve vozidlech dobře utěsněny. Vysoká těkavost také znamená, že se benzin může, na rozdíl například od nafty, v horkém počasí snadno vznítit. Pro zajištění toho, aby byl tlak přibližně stejný uvnitř i venku, je třeba vhodné řešení ventilace. Benzin může také nebezpečně reagovat s řadou běžných chemikálií.
Benzin je jedním ze zdrojů znečišťujících plynů. I benzin, který neobsahuje olovo ani síru, produkuje do výfukových plynů oxid uhličitý, oxidy dusíku a oxid uhelnatý. Navíc nespálený benzin ve výfukových plynech a benzin odpařený z nádrží vede na slunečním světle k tvorbě fotochemického smogu. Přídavek ethanolu zvyšuje těkavost benzinu.
Zneužívání benzinu jako inhalační drogy může poškodit zdraví. Většina lidí cítí již koncentraci 0,25 ppm (0,000 025 %). Čichání benzinu je pro mnoho lidí běžným způsob k navození stavu omámení, v některých chudších komunitách a domorodých skupinách v USA, Austrálii, Kanadě, na Novém Zélandu a některých tichomořských ostrovech se stalo přímo epidemií. Proto byl v australské rafinerii firmy BP ve městě Kwinana vyvinut benzin Opal obsahující jen 5 % aromatických uhlovodíků (namísto obvyklých 25 %), který omezuje účinky inhalace.
Jako jiné alkany, benzin hoří v omezeném rozsahu své plynné fáze, což společně s jeho těkavostí znamená, že je velmi nebezpečný v přítomnosti zdrojů zapálení. Dolní mez výbušnosti je 1,4 % objemových, horní limit 7,6 %. Koncentrace pod 1,4 % par benzinu ve vzduchu je příliš chudá a nezapálí se. Naopak koncentrace nad 7,6 % je příliš bohatá a též se nezapálí. Ovšem páry benzinu se rychle mísí se vzduchem a rychle se rozptylují do prostoru. K mnoha nehodám s benzinem došlo při pokusu zapálit oheň; namísto toho, aby benzin pomohl zapálit příslušné palivo, část se ho velmi rychle vypaří a smísí se se vzduchem. Při následné snaze zapálit oheň se páry prudce vznítí do podoby ohnivé koule, která neopatrného člověka pohltí. Páry jsou navíc těžší než vzduch a mají tendenci se hromadit například v montážních jámách v garážích.

## Stabilita
Kvalitní benzin by měl být stabilní prakticky po libovolně dlouhou dobu, pokud se správně skladuje. Takové skladování má být ve vzduchotěsné nádobě, aby se zamezilo oxidaci a pronikání vodní páry. Skladovat se má při stabilní nízké teplotě, aby nemohlo dojít k úniku vlivem tepelné roztažnosti. Pokud se benzin neskladuje správně, postupem času může gumovatět a tvořit sraženiny. Může k tomu při dlouhém odstavení vozidla docházet v nádrži, potrubí nebo v karburátoru či součástech vstřikovacího systému; pak je problém nastartovat motor. Ovšem při návratu k běžnému provozu vozidla by se měly vzniklé nánosy nakonec vyčistit proudem čerstvého benzinu. K prodlužování životnosti paliva, které není nebo nemůže být správně skladováno, lze používat stabilizátory. Běžně se pro lepší startování používají u malých motorů, například v travních sekačkách a traktorech. Doporučuje se ponechávat nádrže a kanystry naplněné více než z poloviny, dobře uzavřené proti kontaktu se vzduchem, chráněné před vysokými teplotami., před odstavením nechat běžet motor deset minut (aby se stabilizátor dostal do všech součástí palivového systému) a v pravidelných intervalech motor nastartovat (aby se odstranilo odstáté palivo z karburátoru).
Gumovité, lepivé pryskyřičnaté usazeniny vznikají oxidativní degradací benzinu. Této degradaci lze zabránit používáním antioxidantů, například fenylendiaminů, alkylendiaminů (diethylentriaminu, triethylentetraminu atd.) a alkylaminů (diethylaminu, tributylaminu, ethylaminu). Mezi další užitečná aditiva patří inhibitory gumovatění, například N-substituované alkylaminofenoly, a stabilizátory barev, například N-(2-aminethyl)piperazin, N,N-diethylhydroxylamin a triethylenetetramin.
Zlepšení rafinačních technik obecně snížilo závislost na katalyticky nebo tepelně krakovaných látkách nejnáchylnějších na oxidaci. Benzin obsahující kyselé kontaminanty, například kyselinu naftenovou, lze ošetřit aditivy včetně silně zásaditých organických aminů, například N,N-diethylhydroxylaminu; chrání se tak kovy proti korozi a antioxidační aditiva před rozkladem působením kyselin. Uhlovodíky s bromovým číslem 10 a více lze chránit kombinací neblokovaných nebo částečně blokovaných fenolů a silných aminových zásad rozpustných v olejích (např. monoethanolamin, N-(2-aminoethyl)piperazin, cyklohexylamin, 1,3-cyklohexan-bis(methylamin), 2,5-dimethylanilin, 2,6-dimethylanilin, diethylenetriamin nebo triethylenetetramin.
„Odstátý“ benzin lze detekovat kolorimetrickým enzymatickým testem na organické peroxidy produkované oxidací benzinu.

## Jiná paliva
- biopaliva
  - bionafta pro vznětové motory
  - rostlinný olej
  - Fischer-Tropschova nafta z biomasy
  - biobutanol pro zážehové motory
  - bioethanol
  - biobenzin
  - dřevoplyn
- stlačený vzduch
- vodík
- elektřina
- fosilní paliva
  - CNG (Compressed Natural Gas) – stlačený zemní plyn
  - LNG (Liquefied Natural Gas) – zkapalněný zemní plyn
  - LPG (Liquefied Petroleum Gas) – zkapalněná propan-butanová směs
  - motorová nafta

## Obchodní záležitosti

Cena benzínu v ČR k 31.5.2022

Ceny benzínu jsou určovány výstupními cenami rafinérií, k nimž si připočítávají své marže distributoři a prodejci pohonných hmot. Podle vzájemné dohody prodávají všechny rafinérie v Evropské unii své produkty za stejnou cenu, stanovovanou na komoditní burze v Rotterdamu. 
Ve většině zemí světa tvoří větší část z konečné ceny benzínu daně (zejména spotřební daň a daň z přidané hodnoty). V ČR se podíl daní pohybuje okolo 40-50%. 
Marže rafinerií je při rovnováze trhu zhruba do 4%, v době konfliktů a kolísajících cen může vzrůst mnohonásobně, až ke 30%. Celkový podíl distribuce a prodeje se pohybuje mezi 7-12%. Marže pro samotné provozovatele čerpací stanice tvoří asi 5% ceny (2 Kč při ceně 40Kč/l).

Cena benzínu RBOB k 31.5.2022

Na burze se benzín jako komodita nabízí pod označením benzín RBOB (Reformulated Gasoline Blendstock for Oxygen Blending). Jedná se o standardní velkoobchodně dodávaný benzín – neokysličený o 92% čistotě. Cena benzínu jakožto globální komodity je ovlivněna hned několika faktory:
- Trendy v USA – jako největší konzument má spotřeba v USA přímý dopad na cenu benzínu.
- Alternativní paliva – s postupem a vývojem alternativních paliv můžeme očekávat změny v ceně benzínu, především kvůli snížení poptávky.
- Cena ropy – cena benzinu jako komodity je těsně navázána na ropu.
- Nestabilita politické moci – ropa i benzín putují do Evropy z rozvíjejících se trhů s poměrně nestabilní politickou mocí. Napětí v těchto zemích může způsobit výkyvy v cenách ropy i benzinu.[33]

## Označení benzínu v Česku
| Označení od 2001 | Označení od 2018 | Oktanové číslo | Poznámka                                                            |
| ---------------- | ---------------- | -------------- | ------------------------------------------------------------------- |
| Special 91       | -                | 91             | s náhradou olova (draslík), dříve s oktanovým číslem 90             |
| Natural 91       | -                | 91             | nyní se vyskytuje jen výjimečně                                     |
| Natural 95       | E5               | 95             | dříve Super 96                                                      |
| Natural 98       | E5               | 98             | dříve Super Plus 98                                                 |
| -                | E10              | 91–94          | obsahuje desetiprocentní biosložku, pro motory normy Euro 4 a vyšší |

Benzín s přísadou olova (olovnatý benzín) se v ČR přestal prodávat 1. ledna 2001. Od tohoto data se prodává pouze tzv. bezolovnatý benzín. V některých státech (včetně Česka, kde je to uloženo zákonem č. 86/2002 Sb. v aktuálním znění) se do pohonného benzinu povinně přidává ethanol vyráběný z biomasy, tzv. bioethanol.
Od 12. října 2018 je povinné označovat v Evropské unii palivo jednotně. Natural 95 a Natural 98 tak má nyní označení E5 a nafta B7. České čerpací stanice si však vedle nového označení ponechají i stávající názvy.
Jelikož evropská legislativa nutí petrolejáře k úspoře emisí CO2, v Česku zmizí Natural 95 (E5) a nahradí ho benzín E10 (s desetiprocentní biosložkou). Původně se tak plánovalo k roku 2019, v roce 2018 se však počítalo až s rokem 2020. Benzín E10 může poškodit motor a palivovou soustavu starších automobilů; vozy vyrobené od roku 2005 s motory splňujícími normu Euro 4 a vyšší jsou již tomuto palivu přizpůsobeny.

## Bezpečnost
Benzín je hořlavina citlivá na statickou elektřinu. Pro přenos se musí používat pouze bezpečné nádoby (kanystry) určené pro přenos těchto látek. Není dovoleno používat například PET láhve a jiné nádoby neurčené pro přenos benzínu.